# آلماک (روسیه)
آلماک (به لاتین: Almak) یک منطقهٔ مسکونی در روسیه است که در شهرستان کازبکوفسکی واقع شده‌است.